# Menno van Coehoorn
Menno van Coehoorn, nizozemski general in vojaški inženir švedskega rodu, * 1641, Leeuwarden, † 17. marec 1704.